# Vila fortificada de Sant Feliu d'Amunt
La Vila fortificada de Sant Feliu d'Amunt és la vila murada, fortificada, medieval d'estil romànic del poble de Sant Feliu d'Amunt, a la comarca del Rosselló, Catalunya del Nord.
Envoltava la totalitat del poble vell, amb la cellera primigènia en el seu interior.

## Característiques
Es conserva part del recinte murallat de Sant Feliu d'Amunt, sobretot a ponent, on la muralla resseguia el curs de la Comalada, que passa per sota. Hi ha uns quaranta metres de mur, amb una torre de planta circular a cada banda. Al costat de migdia hi ha també un tram de muralla conservada, amb un matacà, però és reconstruït tardanament.